# أبو الفضل عبد الرحمن بن هشام
عبد الرحمن بن هشام (ولد في فاس سنة 1204 هـ/1789 - توفي في مكناس سنة 1859) سلطان مغربي الرابع عشر من سلالة العلويين حكم المغرب في الفترة ما بين 1822 - إلى 1859 م، انتقل إليه العرش في إطار صفقة أقرها عمه المولى سليمان مع والده هشام بن محمد من أجل وأد نار الفتنة التي قامت بين أبناء سيدي محمد بن عبد الله.
ابتدأ حكم مولاي عبد الرحمن مع بداية الاحتلال الفرنسي للجزائر ، ، و نتيجة لهذا الدعم حاربت فرنسا المغرب في معركة إيسلي التي انتهت بهزيمة المغرب و توقيع معاهدة للا مغنية.
عرف عنه قمعه لعدة ثورات داخلية، كما كان من بين سلاطين المغرب الأكثر توقيعا على الاتفاقيات التجارية مع أوروبا والحفاظ على استقلال بلاده. لكن عدم محاربته للقرصنة جعل المغرب يقع في اشتباك مع البريطانيين والنمساويين في منطقة طنجة وأصيلة وتطوان. سنة 1832م قام بإعادة بناء مدينة مازاغان المهدومة وإعادة تسميتها بمدينة الجديدة. لكن المستجدات السياسية المحلية والدولية جعلت هذا السلطان يخوض غمار تجربة حربية، معركة إسلي، التي أفقدت المغرب هيبته التي كان قد اكتسبها منذ معركة واد المخازن 1578م.

## نسبه
هو عبد الرحمن بن هشام بن محمد بن عبد الله الخطيب بن إسماعيل بن الشريف بن علي بن محمد بن علي بن يوسف بن علي بن الحسن بن محمد بن الحسن الداخل بن القاسم بن محمد بن أبي القاسم بن محمد بن الحسن بن عبد الله بن محمد بن عرفة بن الحسن بن أبي بكر بن علي بن الحسن بن أحمد بن إسماعيل بن القاسم بن محمد النفس الزكية بن عبد الله الكامل بن الحسن المثنى بن الحسن بن علي بن أبي طالب بن عبدالمطلب بن هاشم.
أبنائه  
____________________________________________________________________________________________
الخليفة من بعده مولاي محمد الرابع ، مولاي العباس ، مولاي أحمد ، مولاي سليمان ، مولاي بناصر ، مولاي الحسين ، مولاي الرشيد ، مولاي عبدالملك ، مولاي الأمين ، مولاي أبو عزة ، مولاي أبوبكر ، مولاي ابراهيم ، مولاي عبدالقادر ،مولاي موسى ، مولاي عبدالسلام ، مولاي علي  ، مولاي عمر .

## مسيرته
أمه هي لالة هنية، وهي سيدة أمازيغية. كان مقيما بتافيلالت، حتى استقدمه السلطان مولاي سليمان وولاه على ثغر الصويرة وعمالتها ثم نقله للخلافة عنه بفاس سنة 1237هـ. وبعثه إلى الحرمين الشريفين بقصد أداء فريضة الحج مع أبنائه. وقدم له السفير والمؤرخ أبو القاسم الزياني شخصية محمد بن إدريس العمراوي فأعجب به وولّاه مهام الكتابة، وسيضيف له لاحقا مهام الوزارة والحجابة.
وصية مولاي سليمان يعهد فيها العرش لعبد الرحمن:
| أبو الفضل عبد الرحمن بن هشام | «ما أظن في أولاد مولانا الجد عبد الله ولا في أولاد سيدي والدي رحمه لله، ولا أولاد أولاده، أفضل من مولاي عبد الرحمن بن هشام ولا أصلح لهذا الأمر منه، لأنه -إن شاء لله- حفظه لله لا يشرب الخمر ولا يزني ولا يكذب ولا يخون ولا يقدم على الدماء والأموال بلا موجب. ولو ملك ملك المشرقين… ويصوم الفرض والنفل ويصلي الفرض والنفل. وإنما أتيت به من الصويرة ليراه الناس ويعرفوه. وأخرجته من تافيلالت لأظهره لهم، لأن الدين النصيحة. فإن اتبعه أهل الحق صلح أمرهم، كما صلح سيدي محمد جده، وأبوه حي. ولا يحتاجون إلي أبدا ويغبطه أهل المغرب ويتبعونه إن شاء لله. وكان من اتبعه اتبع الهدى والنور. ومن اتبع غيره اتبع الفتنة والضلال. وأحذر الناس أولاد يزيد، كما حذر والدي. وقد رأى من اتبعه أو اتبع أولاده كيف خاض الظلمة ونالته دعوة والده، وخرج على الأمة. وأما أنا فقد خفت قواي ووهن العظم مني واشتعل الرأس شيبا حفظني لله في أولادي والمسلمين. آمين». | أبو الفضل عبد الرحمن بن هشام |

كانت بيعته بمدينة فاس يوم 15 ربيع الأول 1238هـ وبمكناس يوم الأحد 14 ربيع الثاني، وكان تأخر بيعة أهل مكناس بسبب خلاف بين عبيد البخاري والقاضي أبي العباس أحمد بن عبد الملك. استخلف على فاس ابن عمه أبا عبد الله محمد بن الطيب، وانكب على إمداد وتقوية جيش عبيد البخري بالخيل والسلاح، وأمر برواتب شهرية لجنودها وأبنائهم والمتقاعدين عن الخدمة، وانتقال الوظيفة إلى أبناء المتوفين من الجيش والإبقاء على الراتب في حالة تعذر انتقال المنصب. وأمر بعناية دقيقة لخيول الجيش، فأنشأ كناش فيه إحصاء وأوصاف وأنساب وأسماء الخيول.
كان جيشه مكونا من خمس قبائل: الأودايا والشراردة سكان آزغار وأهل سوس سكان مراكش وشراكة وأولاد جامع وأهل فاس وجيش البخاري، وكان يكسيهم كل ستة أشهر وصلة كل شهرين بالإضافة لراتبهم الشهري.
تزامن هذا الوقت مع ظهور السفن البخارية التي ستفتح عهدا جديدا في علاقات أوروبا بالمغرب. واستطاع المولى عبد الرحمن، ذو السمعة التفتحية، إعطاء نفس جديد للعلاقات الخارجية بتواصله مع قناصل البلدان الممثلة في بلاده. الأمر سمح للمغرب الانفتاح على التجارة العالمية. فكانت البرتغال كانت أول من استفاد بتوقيع على معاهدة سنة 1823م، لحماية مضمونة لصياديهم في السواحل المغربية، وجددت بريطانيا سنة 1824م معاهدة 1801م وتممتها ببعض البنود الجديدة. وفي مايو 1825م نقل القنصل الفرنسي سوردو Sourdeau إلى السلطان نبأ تتويج شارل العاشر ملك فرنسا. كما سافر قنصل سردينيا إلى فاس ونقل إلى السلطان نص معاهدة تم المصادقة عليها في وقت سابق.
وفي شوال 1240هـ تمردت قبائل الأعراب من ذوي منيع وأولاد نصير ودخيسة فتحرك السلطان وهزمهم واعتقل مئة من رؤسائهم. وفي نفس هذه السنة توفي القائد محمد بن الغازي الزموري في سجن الصويرة بعد خلاف مع السلطان. وفي سنة 1242هـ توجه المولى عبد الرحمن إلى الصويرة وأصلح خللها وأقام الحدود ورتب الأمور ثم رجع لمراكش، ثم نهض لزمور الشلح المتمردة وحكم بالسيف فيهم حتى كسر شوكتهم.
وفي 1243هـ تمرد المهدي بن محمد بن أبي العباس الشرادي وآزرته قبائل زرارة والشبانات، ومن جهة أخرى قامت قبائل الشياظمة وهشتوكة بقطع الطرق على الحجاج ونهبها، فخرج السلطان وأخضعهم. وتوجه سنة 1244هـ إلى الزاوية الشرادية على طريق آسفي ودحلها عنوة واستولى على اموالها واقتلع شجرها ونقله إلى للجنان الكيبر بمراكش. وعمَّر تلك الزاوية بقبيلة الأودايا بعد أن جلاهم من فاس. أما المتمرد المهدي ففر إلى آيت باعمران من ولتيتة ولجأ بيهم ثلاثة أعوام حتى أعطاه السلطان الأمان وولاه على قبيلته وعزله لما اشتكى من إخوانه.

### معركة إيسلي
تحرك الأسطول الفرنسي من ميناء طولون إلى السواحل المغربية وقام بإجلاء الرعايا الفرنسيين من المراكز الساحلية استعدادا لقصفها بالمدفعية. وعندما هاجم الجيش المغربي فرقة عسكرية فرنسية كانت تتحرك قرب نهر ملوية اعتبر الفرنسيون أن ذلك بمثابة اعلان الحرب.
في يوليو 1844م عين المولى عبد الرحمن ولي عهده مولاي محمد، الذي كان يناهز عمره 25 سنة، قائدا على المحلة التي انطلقت من مراكش نحو وجدة. وصل الأمير إلى ضواحي وجدة بواد إسلي يوم 6 أغسطس واخذ يرتب محلته للتصدي للهجومات العدوانية. طالب بيجو بنجدات كافية بعد أن علم أن الإيالة الشريفة أرسلت قوات ضخمة إلى الجبهة الشرقية. منحت فرنسا للمغرب مهلة 8 أيام لسحب جيوشه من الشرق، لكن رد الجانب المغربي لم يكن مقنعا، فشن الأسطول الفرنسي الذي كان يضم 28 سفينة بعضها مسلحا ب 100 مدفع قصفا عنيفا على طنجة، فرد المغاربة بقصف أشد مما توقعه الفرنسيون اعتمادا على 80 مدفعا. وتعرضت الصويرة لقصف من طرف الأسطول الفرنسي، واحتل الفرنسيون جزيرة موكادور.
وفي يوم 14 أغسطس وقعت معركة إيسلي بين الجيش المغربي والجيش الفرنسي بقيادة بيجو، وانهزم المغاربة لضعف القيادة الحربية وسوء التنظيم. أما الأمير عبد القادر فلم يشارك في المعركة وكان معه 500 فارس، وسبب عدم مشاركته هو اختلافه في الرأي مع المولى محمد بن عبد الرحمن، حيث حذرهم من تموقعهم في الجرف الأخضر ولزم الحياد.
وجه المولى عبد الرحمن سنة 1250هـ ظهير شريف إلى مصطفى بن إسماعيل يأمر بالتوسط والصلح بين الأمير عبد القادر الجزائري وخصومه لتوحيد الكلمة أمام العدو الفرنسي. وفي سنة 1251هـ وصله خبر سقوط تلمسان في يد الفرنسيين بعد خيانة المسلمين فأمر المولى عبد الرحمن ابنه مولاي محمد بتزويد المجاهدين بالبارود وما يحتاجونه من عتاد. ورفض بيعة التلمسانيين، واكتفى بتدعيم مقاومة عبد القادر الجزائري.

### اقتصاد
في عصره استكشفت معادن نحاسية في سواحل طنجة وتطوان ومعدن حديدي بنواحي رباط الفتح واكتشف الكبيرت نواحي فاس لكنها لم تستغل. كما كان يصدر في عهده العلق المصطاد حيا من المروج وقشور الدباغ والزيت والصوف إلى أوروبا. وبسبب الوضعية النقدية لمؤسسة المخزن المغربي، البسيطة في تلك الآونة، نشطت عملية تهريب العملة المغربية إلى الخارج، التي كانت تتكون بالخصوص من القطع الفضية وقطع الفلوس النحاسية والقطع الذهبية، فدأب الأوربيين دأبوا على تهريب النقود الذهبية والفضية. وتفطن المخزن إلى هذه المسألة بعد استفحالها وبروز آثارها على اقتصاد البلاد فأمر المولى عبد الرحمان عامله على تطوان محمد أشعاش في 14 ربيع الأول 1256هـ / 16 مايو 1840م بأن يشدد المراقبة على العملة وأن يمنع خروجها إلى الخارج.
وإضافة إلى عملية التهريب هاته والتي كان لها الأثر الكبير على الاقتصاد المغربي والتي خلفت عجزا تجاريا ملحوظا، هناك ممارسة أخرى عرفها القرن 19م وهي عملية تزوير العملة . وإذا كانت هذه العملية، كما تشير إلى ذلك الكتابات التاريخية قديمة فإنها ستستفحل خلال القرن 19م لتصل إلى أوجها في النصف الثاني من هذا القرن وهو ما سنقف عنده عند معالجة الأزمة المالية التي تلت حرب تطوان سنة 1860م.
وعموما شكلت العملة موضوع اهتمام السلطان عبد الرحمان بن هشام من خلال العديد من الإجراءات منها: منع تهريب العملة ومنها إصدار أوامر بالزيادة في ضرب الدراهم الفضية وكان ذلك سنة 1840م. كما دعا إلى الإكثار من الدراهم المغربية. كما أمر بالزيادة في ضرب الدراهم الفضية ودعا إلى الإكثار من الدراهم المغربية .
وأمر السلطان عامله بتطوان في 22 شعبان 1244هـ بمنع دخول الملابس القديمة وحوائج الفراش تجنبا لانتقال الأمراض، حسب نصيحة القناصل الأوروبيين. وفي 3 جمادى الأولى 1250هـ أذن السلطان لقاسم حصار واليهودي إلياهو الزاكوري بضرب فلوس النحاس برباط الفتح.
عمد السلطان عبد الرحمن سنة 1266هـ/1849م إلى إحياء العمل بضريبة المكس تدريجيا، فبدأ بالجلد ثم البهائم إلى أن اتسع نطاقه في عهد ابنه محمد الرابع.

### العلاقات الخارجية
أسس المولى عبد الرحمن دار النيابة السعيدة وهي مؤسسة مخزنية جديدة بمدينة طنجة، تجعل من عمال السلطان في مناطق الشمال واسطة بينه وبين قناصل الدول الأجنبية. كان أول من ترأسها بوسلهام بن علي أزطوط باشا طنجة والعرائش وكان ذلك سنة 1848م، واستمرت المؤسسة في الوجود إلى غاية عهد الحماية.